# 기타미역 (도쿄도)
기타미역(일본어: 喜多見駅)은 일본 도쿄도 세타가야구에 위치한 오다큐 전철 오다와라선의 역이다. 역 번호는 OH 15이다.

## 역 구조
신주쿠역으로부터 15번째(신주쿠 역도 포함)의 역이다. 세타가야구와 고마에시의 구시 경계 위에 있어, 역 서쪽(고마에 역 쪽)의 3분의 1가량이 고마에 시와 걸쳐있지만 주거 표시에 의한 등기의 소재지는 세타가야구 기타미 9초메이다.
신주쿠역에서 하행 방향으로 세타가야구 내의 마지막 역이다. 세이조가쿠엔마에역에서 당역 사이에 고쿠분지 벼랑선이 존재하므로 예전에는 가파른 내리막 길이 있었지만, 당역 고가화와 세이조가쿠엔마에 역의 지하화로 현재는 선로의 높낮이 차이는 거의 해소되었다.
과거에 도심에서 다마가와도리, 세타가야도리 지하를 통과하는 기타미역에서 오다큐선에 지하철을 구상하였는데, 오다큐 다마선을 기타미역에서 분기하는 구상이 있었지만 모두 무산되었다. 1997년에 고가화 공사가 완성되고 [[1994년] 당에 역과 노 강 사이에 기타미 검차구가 건설되었다. 역전은 2007년에 재개발이 실시되었다.
고마에역, 이즈미타마가와역과 함께 세이조가쿠엔마에역의 관리 지역에 속한다.

### 타는 곳
| 번선   | 노선              | 방향 | 궤도   | 방면                                                     |
| ------ | ----------------- | ---- | ------ | -------------------------------------------------------- |
| 1      | 오다큐 오다와라선 | 하행 | 완행선 | 오다와라 · 하코네유모토 · 후지사와 · 가타세에노시마 방면 |
| 통과선 | 오다와라선        | 하행 | 급행선 | (하행 열차의 통과)                                       |
| 통과선 | □ 오다와라선      | 상행 | 급행선 | (상행 열차의 통과)                                       |
| 2      | 오다와라선        | 상행 | 완행선 | 신주쿠 · 지요다선 방면                                   |

## 역 주변

### 북쪽
- 경시청 세이조 경찰서 기타미역앞 파출소
- 기타미역앞 우체국
- 전력 중앙 연구소 고마에 지구
- 기타미 전차기지
- 세타가야구 기타미후레이 광장

### 미나미구치
- 서밋 스토어 키타미역앞점
- 학교법인 국본학원
- 미쓰이스미토모 은행 기타미 지점
- 기타미히카와 신사
- 게이겐지 절

## 역사
- 1927년 4월 1일: 영업 개시.
- 1937년 9월 1일: 가타세에노시마역 행 "직통" 정차역이 됨(오다와라 방향의 "직통"은 통과).
- 1948년 9월: "사쿠라준급"이 설정되어 정차역이 됨.
- 1951년 4월: 준급 정차역이 됨.
- 1964년 11월 5일: 준급 통과역이 됨.
- 1989년 7월: 기타미 ~ 이즈미타마가와역 구간 복복선화 착공.
- 1994년
  - 봄: 기타미 차량기지 완성.
  - 12월: 세타가야다이타 ~ 기타미역 구간 복복선화 착공.
- 1996년 12월 1일: 상행의 새로운 승강장 사용 개시.
- 1997년
  - 3월: 기타미 ~ 이즈미타마가와역 구간 복복선화 완성.
  - 6월 23일: 복복선 사용 개시.
- 1998년 9월 10일: 오다큐 마르쉐 오픈.
- (시기 불명): 현 역사 공용 개시.
- 2002년 12월: 세타가야다이타 ~ 기타미역 구간 입체화 완성.
- 2004년 12월 11일: 구간준급이 새로 설정되어 정차역이 됨.
- 2016년 3월 26일: 구간준급이 폐지되면서 다시 각역정차만 정차하게 됨.

## 인접역
| 오다큐 전철 오다큐 오다와라선      | 오다큐 전철 오다큐 오다와라선                  | 오다큐 전철 오다큐 오다와라선         |
| ---------------------------------- | ---------------------------------------------- | ------------------------------------- |
| (무정차통과)                       | ■ 쾌속급행 □ 통급급행 ■ 급행 □ 통근준급 ■ 준급 | (무정차통과)                          |
| OH 14 세이조가쿠엔마에 신주쿠 방면 | ■ 각역정차                                     | 고마에 OH 16 후지사와 · 오다와라 방면 |